# Groß Schierstedt
Groß Schierstedt este o comună din landul Saxonia-Anhalt, Germania.